# Sonchus daltonii
Sonchus daltonii là một loài thực vật có hoa trong họ Cúc. Loài này được Webb miêu tả khoa học đầu tiên.